# 矢田千夏
矢田 千夏（やた ちなつ、1990年7月20日 - ）は日本の女優、タレント。サラ・プロジェクト所属。島根県出身。　　　
2006年6月24日、東宝洋画系で公開の「着信アリfinal」に「立花楓」役で出演。